# Vitna vas
Vitna vas je naselje u Općini Brežice u istočnoj Sloveniji. Vitna vas se nalazi u pokrajini Dolenjskoj i statističkoj regiji Donjoposavskoj. 

## Stanovništvo
Prema popisu stanovništva iz 2002. godine Vitna vas je imala 54 stanovnika.

### Etnički sastav
1991. godina
- Slovenci: 51 (73,9%)
- Hrvati: 26 (26,1%)